# جریان‌های گوگل
جریان‌های گوگل (به انگلیسی: Google Currents) که پیش‌تر با نام Google+ for G Suite شناخته می‌شد، نرم‌افزاری است که توسط گوگل برای ارتباطات درون سازمانی تولید شده است. این برنامه یکی از برنامه‌هایی است که مجموعه محصولات گوگل ورکسپیس را تشکیل می‌دهد.
این برنامه با برنامه منسوخ شده گوگل به همین نام که از ۲۰۱۱ تا ۲۰۱۳ میلادی به کاربران امکان دسترسی به کتابخانه الکترونیکی مجلات را می‌داد متفاوت است.